# 建築コスト管理システム研究所
一般財団法人 建築コスト管理システム研究所（けんちくコストかんりシステムけんきゅうじょ）は、公共建築物のコスト管理、技術の進展に対応した調査研究・開発を行う団体。以前は国土交通省所管の財団法人であったが、公益法人制度改革に伴い一般財団法人へ移行した。

## 概要
- 所在：東京都港区西新橋3-25-33 NP御成門ビル5階
- 設立：1992年9月28日
- 理事長：春田浩司